# Evecliptopera insurgens
Evecliptopera insurgens là một loài bướm đêm trong họ Geometridae.